# 西朝鲜
西朝鮮，因為中華人民共和國位於朝鮮的西邊，而常被用於諷刺中華人民共和國在中國共產黨的統治下因為國家主席取消連任限制等爭議，專制獨裁的程度日漸接近朝鮮民主主義人民共和國。這個網路用語被用於指涉中華人民共和國的緣由是其和朝鮮民主主義人民共和國同為威權主義國家。